# Bugis jezik
Bugis jezik (ISO 639-3: bug), jezik kojim govori oko 3 500 000 Bugija (Buginezi), naroda na indonezijskim otocima Sulawesi (Celebes), u distriktima Kolaka, Wundulako, Rumbia i Poleang, te u drugim indonezijskim predjelima i u Sabahu, Malezija.
Ima brojne dijalekte: bone (palakka, dua boccoe, mare), pangkep (pangkajene), camba, sidrap (sidenrang, pinrang utara, alitta), pasangkayu (ugi riawa), sinjai (enna, palattae, bulukumba), soppeng (kessi), wajo, barru (pare-pare, nepo, soppeng riaja, tompo, tanete), sawitto (pinrang) i luwu (luwu’, bua ponrang, wara, malangke-ussu). Centralni dijalekti su bone i soppeng
Podklasificiran je južnocelebeskoj podskupini bugis. Pripadnici etničke grupe Bugi su poznati pomorci i trgovci. Bilježi se bugijskim (silabičkim) i latiničnim pismom. Većina govori i Indonezijski [ind].

## Vanjske poveznice
- Ethnologue (14th)
- Ethnologue (15th)